# Кольбушова
Кольбушо́ва (пол. Kolbuszowa) — місто в південно-східній Польщі.
Адміністративний центр Кольбушовського повіту Підкарпатського воєводства.
Знаходиться у Сандомирській котловині.

## Демографія
Демографічна структура станом на 31 березня 2011 року:
|          | Загалом | Допрацездатний вік | Працездатний вік | Постпрацездатний вік |
| -------- | ------- | ------------------ | ---------------- | -------------------- |
| Чоловіки | 4578    | 914                | 3250             | 414                  |
| Жінки    | 4850    | 859                | 3112             | 879                  |
| Разом    | 9428    | 1773               | 6362             | 1293                 |

## Уродженці
- Гнатевич Богдан Петрович — визначний діяч ОУН, крайовий командант Української Військової Організації у 1930–1931.[4]